# Tembi Locke
Pour les articles homonymes, voir Locke.
Tembi Locke, de son nom complet Tembekile Locke, née le 26 juillet 1970 à Houston, au Texas, aux (États-Unis), est une actrice américaine.

## Biographie

### Enfance
Tembi Locke est issue d'une famille de militants du mouvement des droits civiques, son prénom a été choisi en hommage à la chanteuse et militante anti-apartheid Miriam Makeba. Elle suit avec succès ses études secondaires à la l'Alief Hastings High School (en) de Houston. Après ces études, elle a vécu en Italie dans le cadre d'un programme d'échange à l'étranger. Là bas, elle est apparue à plusieurs reprises à la télévision italienne, notamment dans le programme Carnivale Di Venez. À son retour aux États-Unis, elle reprend les cours à l'Université Wesleyenne dans le Connecticut d'où elle est diplômée.
Ensuite, elle déménage vers New York, où elle travaille pour la série de CBS As the World Turns.

### Vie privée
Elle est la sœur de la romancière, scénariste et productrice de télévision Attica Locke,.
Elle vit avec son mari Saro, un chef italien, à Los Angeles, en Californie. Elle est végétarienne et adepte du jardinage communautaire qui utilise les terrains laissés vacants par la municipalité.
Elle apprécie la cuisine gastronomique qu'elle prépare, pratique la randonnée, la course et la pêche. Elle est impliquée dans plusieurs programmes d'action sociale.
Après le décès de son époux des suites d'un cancer en 2012, elle se lance dans l'écriture en rédigeant un livre en hommage et célébration de sa vie de couple, From Scratch: A Memoir of Love, Sicily, and Finding Home qui fait l'objet d'une adaptation à l'écran dans une prochaine série de Netflix produite par Reese Witherspoon avec Zoe Saldana, l’événement a été annoncé au centre médical MD Anderson.

### Carrière
Tembi Locke est apparue dans la série Le Prince de Bel-Air dans le rôle de Valerie. Elle est également apparue dans un rôle régulier dans Sliders, dans cinq épisodes de Beverly Hills 90210, ainsi que dans Bones, Friends, Windfall, Eureka, NCIS : Enquêtes spéciales et Mentalist, entre autres.

## Œuvres
- From Scratch : A Memoir of Love, Sicily, and Finding Home, Simon & Schuster, 30 avril 2019, 339 p. (ISBN 978-1-5011-8765-0, lire en ligne)[7],[8]

## Filmographie sélective

### Cinéma
- 1996 : Ringer : Neely
- 1997 : Justicier d'acier (Steel) : Norma
- 2010 : Bucky Larson : Super star du X (Bucky Larson : Born to Be a Star)
- 2013 : Collusions : Regina
- 2014 : Dumb and Dumber De (Dumb and Dumber To) de Peter et Bobby Farrelly : Dr Barbara Wilcott
- 2015 : Race to Judgment : Veronica McFall

### Télévision
- 1994 : Le Prince de Bel-Air (série télévisée) (1 épisode) : Valerie Jonhson
- 1995 - 1996 : Beverly Hills 90210 (série télévisée) (5 épisodes) : Lisa Dixon
- 1996 : Déclic charnel (Ringer) (TV) : Neely
- 1999 : Friends (série télévisée) (1 épisode) : Karin
- 1999 - 2000 : Sliders : Les Mondes parallèles (série télévisée) (principale saison 5 - 18 épisodes) : Dr Diana Davis
- 2003 : Les Anges du bonheur (série télévisée) (1 épisode) : Amanda
- 2003 : Division d'élite (série télévisée) (1 épisode) : Nora Lowell / Vick
- 2004 : La Famille en folie (Like Family) (série télévisée) (4 épisodes) : Ethel
- 2006 : Les Experts : Manhattan (série télévisée) (1 épisode) : Ellen Fielding
- 2006 : Windfall (série télévisée) : Addie Townsend
- 2008 : Derrière les apparences (Black Widow) (TV) : Jill
- 2009 : Mentalist (série télévisée) (1 épisode) : Marshal Christy Knox
- 2010 : Bones (série télévisée) (1 épisode) : Marilyn Stoddard
- 2010 - 2012 : Eureka (série télévisée) (24 épisodes) : Grace Monroe
- 2012 : Castle (série télévisée) (1 épisode) : Beth Cabot
- 2014 : NCIS : Enquêtes spéciales (série télévisée) (1 épisode)